# Pisa Sporting Club 1920-1921
Questa pagina raccoglie i dati riguardanti il Pisa Sporting Club nelle competizioni ufficiali della stagione 1920-1921.

## Stagione
Il Pisa, che in estate si era rinforzato molto rispetto alla stagione precedente, era allenato dall'ungherese Joszef Ging. Le eliminatorie regionali riservarono molte sorprese: il Livorno, dopo essere stato a lungo in testa alla classifica del campionato toscano, perse la partita decisiva contro il Pisa per 3-0 facendosi superare in classifica proprio dai nerazzurri, anche se il secondo posto nel torneo toscano gli permise comunque di qualificarsi alle semifinali interregionali. Nel girone campano invece la Puteolana che lo aveva vinto venne squalificata e tolta dalla classifica per illecito sportivo e al suo posto si qualificò, oltre al Naples, anche la Bagnolese. Nel girone laziale infine si qualificarono Fortitudo e Lazio, mentre l'Audace, semifinalista nella stagione precedente, deluse arrivando solo quinta. Nelle semifinali interregionali si ebbe il dominio delle toscane che si sbarazzarono facilmente delle campane e delle laziali e si qualificarono entrambe alla finale. Dopo uno scontro fratricida la finale con il Livorno venne vinta dal Pisa per 1-0, con goal del difensore Giani. Ad affrontare nella finalissima nazionale i campioni del Nord della Pro Vercelli furono dunque i nerazzurri alfei, neocampioni del Centro-Sud.
Non fu affatto facile per la Pro Vercelli battere i pisani, nonostante questi fossero stati ridotti in dieci già dai primi minuti dall'infortunio di Gnerucci dovuto a un fallo del vercellese Rampini, non punito con l'espulsione nonostante le proteste alfee. Malgrado la superiorità numerica, la Pro Vercelli, pur attaccando, segnò nel primo tempo solo un gol, anche grazie alle impeccabili parate del portiere del Pisa Gianni, il migliore in campo, la cui prestazione venne lodata dalle cronache dell'epoca in quanto sventò numerose palle gol create dai vercellesi: secondo La Stampa, se ci fosse stato un portiere diverso da Gianni, la Pro Vercelli avrebbe potuto segnare chissà quanti gol. Nel primo minuto della ripresa il Pisa pareggiò su rigore, ma la Pro ritrovò poco dopo il vantaggio con una rete contestata dai giocatori pisani, che sostenevano che il gol fosse irregolare per un fuorigioco. L'arbitro Olivari espulse per proteste Viale del Pisa, riducendo i nerazzurri in nove uomini. Sfruttando la doppia superiorità numerica, la Pro Vercelli riuscì a mantenere il vantaggio e vinse per 2-1. Il Pisa protestò sia per la scelta di Torino (molto più vicina a Vercelli che a Pisa) come "campo neutro", sia per l'arbitraggio (ritenuto dai pisani di parte e favorevole alla Pro Vercelli, a causa della mancata espulsione di Rampini, del gol vercellese in off-side e per l'espulsione di un giocatore del Pisa per proteste), e chiese la ripetizione della finalissima, ma la federazione respinse tale reclamo e il titolo di "Campioni d'Italia" andò alla Pro Vercelli.

## Rosa
| N. |                   | Ruolo | Calciatore        |
| -- | ----------------- | ----- | ----------------- |
|    | Italia (bandiera) |       | Renato Bartoletti |
|    | Italia (bandiera) |       | Bruno Bartolini   |
|    | Italia (bandiera) |       | Enrico Colombari  |
|    | Italia (bandiera) |       | Nicola Corsetti   |
|    | Italia (bandiera) |       | Fabiano Ferrucci  |
|    | Italia (bandiera) |       | Vasco Giani       |
|    | Italia (bandiera) |       | Mario Gianni      |
|    | Italia (bandiera) |       | Luigi Giuntoli    |
|    | Italia (bandiera) |       | Ugo Gnerucci      |

| N. |                   | Ruolo | Calciatore           |
| -- | ----------------- | ----- | -------------------- |
|    | Italia (bandiera) |       | Manlio Mattiello     |
|    | Italia (bandiera) |       | Alberto Merciai      |
|    | Italia (bandiera) |       | Mazzino Merlini      |
|    | Italia (bandiera) |       | Gastone Novelli      |
|    | Italia (bandiera) |       | Guido Pera           |
|    | Italia (bandiera) |       | Luigi Poggetti       |
|    | Italia (bandiera) |       | Danilo Sbrana (I)    |
|    | Italia (bandiera) |       | Guglielmo Tornabuoni |
|    | Italia (bandiera) |       | Aristide Viale       |

## Risultati

### Prima Categoria

#### Girone toscano

##### Girone di andata
| Arbitro: | Agostini (Firenze) |

|                                  |           |                        |
| Rossetti 22’ Tornabuoni 85’, 86’ | Marcatori | 5’ Baldini 48’ Pratesi |

| Livorno 28 novembre 1920 2ª giornata | Livorno          | 0 – 0 referto | Pisa | Campo di Villa Chayes\| Arbitro: \| Olivari (Genova) \| |
| Arbitro:                             | Olivari (Genova) |               |      |                                                         |

| Arbitro: | Franciosini (Lucca) |

|                               |           |  |
| Sbrana 30’ Merlini 55’ (rig.) | Marcatori |  |

| Arbitro: | Campi (Livorno) |

|                         |           |                   |
| Galli 10’ Morellato 35’ | Marcatori | 55’ (rig.) Sbrana |

| Arbitro: | Poiani (Lucca) |

|                         |           |  |
| Merlini 20’ Merciai 61’ | Marcatori |  |

| Arbitro: | Borelli (Lucca) |

|                                  |           |  |
| Gnerucci 12’, 28’, 61’ Viale 18’ | Marcatori |  |

| Arbitro: | Olivari (Genova) |

|                            |           |                                                                  |
| Pantani 16’ Bonino III 42’ | Marcatori | 15’ (rig.) Merlini 20’, 59’ Corsetti II 75’ Gnerucci 87’ Merciai |

##### Girone di ritorno
| Arbitro: | Borelli (Lucca) |

|             |           |                                                                             |
| Baldini 28’ | Marcatori | 22’ Rossetti I 47’ (rig.) Merlini 52’ Poggetti 76’ Corsetti II 82’ Gnerucci |

| Arbitro: | Galletti (Genova) |

|                              |           |  |
| Merlini 27’, 75’ Merciai 78’ | Marcatori |  |

| Arbitro: | Franciosini (Lucca) |

|                      |           |                                          |
| Sala 15’ Moretti 88’ | Marcatori | 40’, 45’, 53’ Corsetti II 75’ Rossetti I |

| Pisa 13 febbraio 1921 11ª giornata | Pisa | 2 – 0 A tav. referto | Prato | Arena Garibaldi |

| Arbitro: | Borelli (Lucca) |

|                 |           |                             |
| Barsanti II 68’ | Marcatori | 28’ Gnerucci 88’ Tornabuoni |

| Pisa 27 febbraio 1921 13ª giornata | Gerbi Pisa | 1 – 4 | Pisa | Campo dell'Abetone |

| Arbitro: | Merani (La Spezia) |

|                                               |           |  |
| Rossetti 20’ Giuntoli 62’ (aut.) Corsetti 85’ | Marcatori |  |

### Semifinali interregionali

#### Girone di andata
| Pisa 22 maggio 1921 1ª giornata | Pisa              | 0 – 0 referto | Fortitudo | Arena Garibaldi\| Arbitro: \| Galletti (Savona) \| |
| Arbitro:                        | Galletti (Savona) |               |           |                                                    |

| Arbitro: | Del Pezzo (Napoli) |

|  |           |                                              |
|  | Marcatori | 18’ (aut.) Carrano 65’ Merlini 74’ Colombari |

#### Girone di ritorno
| Arbitro: | Mauro (Milano) |

|           |           |                                  |
| Degni 89’ | Marcatori | 40’ (aut.) Ferraris 85’ Corsetti |

| Arbitro: | Pasquinelli (Bologna) |

|                                                                 |           |             |
| Corsetti 10’, 30’, 84’ Colombari 25’, 26’, 28’, 64’ Merlini 48’ | Marcatori | 44’ Invorio |

### Finale centro-meridionale
| Arbitro: | Venegoni (Legnano) |

|                |           |  |
| Tornabuoni 47’ | Marcatori |  |

### Finalissima
| Arbitro: | Olivari (Genova) |

|                       |           |                   |
| Ceria 44’ Rampini 65’ | Marcatori | 47’ (rig.) Sbrana |

## Statistiche

### Statistiche di squadra
| Competizione              | Punti | In casa | In casa | In casa | In casa | In casa | In casa | In trasferta | In trasferta | In trasferta | In trasferta | In trasferta | In trasferta | Totale | Totale | Totale | Totale | Totale | Totale | DR  |
| Competizione              | Punti | G       | V       | N       | P       | Gf      | Gs      | G            | V            | N            | P            | Gf           | Gs           | G      | V      | N      | P      | Gf     | Gs     | DR  |
| ------------------------- | ----- | ------- | ------- | ------- | ------- | ------- | ------- | ------------ | ------------ | ------------ | ------------ | ------------ | ------------ | ------ | ------ | ------ | ------ | ------ | ------ | --- |
| Qualificazione Toscana    | 25    | 7       | 7       | 0       | 0       | 19      | 2       | 7            | 5            | 1            | 1            | 21           | 9            | 14     | 12     | 1      | 1      | 40     | 11     | +29 |
| Semifinale B              | 7     | 2       | 1       | 1       | 0       | 8       | 1       | 2            | 2            | 0            | 0            | 5            | 1            | 4      | 3      | 1      | 0      | 13     | 2      | +11 |
| Finale centro-meridionale | -     | -       | -       | -       | -       | -       | -       | -            | -            | -            | -            | -            | -            | 1      | 1      | 0      | 0      | 1      | 0      | +1  |
| Finalissima               | -     | -       | -       | -       | -       | -       | -       | -            | -            | -            | -            | -            | -            | 1      | 0      | 0      | 1      | 1      | 2      | -1  |
| Totale                    | -     | 9       | 8       | 1       | 0       | 27      | 3       | 9            | 7            | 1            | 1            | 26           | 10           | 20     | 16     | 2      | 2      | 55     | 15     | +40 |

### Statistiche dei giocatori
Fonte:
| Giocatore     | 1ª Categoria | 1ª Categoria | Semifinali B | Semifinali B | Finale centro-sud | Finale centro-sud | Finalissima | Finalissima | Totale   | Totale |
| Giocatore     | Presenze     | Reti         | Presenze     | Reti         | Presenze          | Reti              | Presenze    | Reti        | Presenze | Reti   |
| ------------- | ------------ | ------------ | ------------ | ------------ | ----------------- | ----------------- | ----------- | ----------- | -------- | ------ |
| R. Bartoletti | ?            | ?            | ?            | ?            | 1                 | 0                 | 1           | 0           | 2+       | 0+     |
| B. Bartolini  | ?            | ?            | ?            | ?            | 0                 | 0                 | 0           | 0           | 0+       | 0+     |
| E. Colombari  | ?            | ?            | ?            | ?            | 1                 | 0                 | 1           | 0           | 2+       | 0+     |
| N. Corsetti   | ?            | ?            | ?            | ?            | 1                 | 0                 | 1           | 0           | 2+       | 0+     |
| F. Ferrucci   | ?            | ?            | ?            | ?            | 0                 | 0                 | 0           | 0           | 0+       | 0+     |
| V. Giani      | ?            | ?            | ?            | ?            | 0                 | 0                 | 0           | 0           | 0+       | 0+     |
| M. Gianni     | ?            | -?           | ?            | -?           | 1                 | 0                 | 1           | -2          | 2+       | -2+    |
| L. Giuntoli   | ?            | ?            | ?            | ?            | 1                 | 0                 | 1           | 0           | 2+       | 0+     |
| U. Gnerucci   | ?            | ?            | ?            | ?            | 0                 | 0                 | 1           | 0           | 1+       | 0+     |
| M. Mattiello  | ?            | ?            | ?            | ?            | 0                 | 0                 | 0           | 0           | 0+       | 0+     |
| A. Merciai    | ?            | ?            | ?            | ?            | 1                 | 0                 | 1           | 0           | 2+       | 0+     |
| M. Merlini    | ?            | ?            | ?            | ?            | 1                 | 0                 | 0           | 0           | 1+       | 0+     |
| G. Novelli    | ?            | ?            | ?            | ?            | 0                 | 0                 | 0           | 0           | 0+       | 0+     |
| G. Pera       | ?            | ?            | ?            | ?            | 1                 | 0                 | 1           | 0           | 2+       | 0+     |
| L. Poggetti   | ?            | ?            | ?            | ?            | 1                 | 0                 | 0           | 0           | 1+       | 0+     |
| D. Sbrana     | ?            | ?            | ?            | ?            | 0                 | 0                 | 1           | 1           | 1+       | 1+     |
| G. Tornabuoni | ?            | ?            | ?            | ?            | 1                 | 1                 | 1           | 0           | 2+       | 1+     |
| A. Viale      | ?            | ?            | ?            | ?            | 1                 | 0                 | 1           | 0           | 2+       | 0+     |